# Adam Morrison
Adam Morrison   (Glendive, 19 de juliol de 1984) és un exjugador de bàsquet professional estatunidenc. Va jugar als Charlotte Bobcats i als Los Angeles Lakers de l'NBA. A la seva temporada de debut fou nomenat Rookie del mes de novembre. No va poder disputar la temporada 2007-08 per una lesió al genoll.

## Estadístiques a l'NBA
| Fase Regular | EQUIP             | PJ | MPP  | PRPP | TPP | RPP | APP | PPP  |
| ------------ | ----------------- | -- | ---- | ---- | --- | --- | --- | ---- |
| 2006-07      | Charlotte Bobcats | 78 | 29.8 | 0.4  | 0.1 | 2.9 | 2.1 | 11.8 |
| Carrera      |                   | 78 | 29.8 | 0.4  | 0.0 | 2.9 | 2.1 | 11.8 |

PJ: Partits Jugats, MPP: Minuts per Partit, PRPP: Pilotes Recuperades per Partit, TPP: Taps per Partit,
RPP: Rebots per Partit, APP: Assistencies per Partit, PPP: Punts per Partit